# كريستو ماريرو
كريستو ماريرو (بالإسبانية: Cristo Marrero Henríquez)‏ هو لاعب كرة قدم إسباني في مركز الهجوم، ولد في 10 نوفمبر 1978 في سان ميغيل دي أبونا في إسبانيا. لعب مع نادي تينيريفي.

## وصلات خارجية
- كريستو ماريرو على موقع قاعدة بيانات كرة القدم.إي يو (الإنجليزية)
- كريستو ماريرو على موقع Soccerway.com (الإنجليزية)